# 巴尔杜因施泰因
巴尔杜因施泰因是德国莱茵兰-普法尔茨州的一个市镇。总面积5.17平方公里，总人口562人，其中男性270人，女性292人（2011年12月31日），人口密度109人/平方公里。